# 사가에시
사가에시(일본어: 寒河江市)는 일본 야마가타현 중앙에 있는 시이다. 니시무라야마군의 중핵도시로 발전하고 있으며, 현내 제일의 체리 생산지로 유명하다.

## 지리
야마가타 분지 서쪽에 위치하고 약 20km 남동쪽에 야마가타시가 있다. 서쪽에 있는 아사히 연봉이나 데와 산지로부터 흐르는 모가미강과 사가에강이 동쪽에서 합류한다. 이 두 개의 강이 형성하는 선상지에 시가지가 위치하고 북부는 하야마산의 남쪽 기슭을 중심으로 하는 산지이며 동부에는 모가미강의 충적저지가 펼쳐져 있다. 남북으로 나카야마정, 가호쿠정과 접하고 남서쪽으로 인접하는 오에정과의 경계에는 월경지가 뒤얽혀 있다.

## 역사
중세에는 데와국 사가에 장원이 있던 곳이고 가마쿠라 시대에 오에노 히로모토가 지령이 된 이래 쇼나이의 중심으로 번창하였다. 1584년에 오에씨는 모가미 요시아키에게 멸망했고 중세 이래 사가에성은 모가미씨가 지배하였다. 1622년 이후에는 천령(막부 직할령)이 되어 에도 막부 말기까지 이어졌다.
- 1889년 4월 1일 - 정촌제 시행과 함께 현재의 시역에 사가에촌, 니시네촌, 시바하시촌, 다카마쓰촌, 다이고촌, 시라이와촌, 산이즈미촌이 성립하였다.
- 1893년 1월 7일 - 사가에촌이 정으로 승격해 사가에정이 되었다.
- 1954년 8월 1일 - 사가에정, 니시네촌, 시바하시촌, 다카마쓰촌, 다이고촌이 합병해 사가에시가 되었다.
- 1954년 11월 1일 - 시라이와정, 산이즈미촌을 편입했다.

## 교통

### 철도
- 동일본 여객철도 아테라자와선
  - 사가에역, 미나미사가에역, 니시사가에역, 우젠타카마쓰역, 시바하시역

### 도로
- 야마가타 자동차도 사가에 나들목
- 국도 제112호선
- 국도 제287호선
- 국도 제347호선
- 국도 제458호선

## 인구
| 연도 | 인구   | ±%    |
| ---- | ------ | ----- |
| 1960 | 40,015 | —     |
| 1970 | 38,558 | −3.6% |
| 1980 | 41,048 | +6.5% |
| 1990 | 42,076 | +2.5% |
| 2000 | 43,379 | +3.1% |
| 2010 | 42,373 | −2.3% |
| 2020 | 40,189 | −5.2% |

|                                              | |
| 사가에시의 전국의 연령별 인구 분포（2005년） | 사가에시의 연령·남녀별 인구 분포（2005년）                                                                                |
| ■자주색 ― 사가에시 ■녹색 ― 일본전국          | ■파랑색 ― 남자 ■빨간색 ― 여자                                                                                             |
| · 사가에시（에 해당되는 지역）의 인구추이    | |
| 일본 총무성 통계국 국세조사 결과             | |
|                                              | 이 그래프는 더 이상 지원되지 않는 레거시 그래프 확장 기능을 사용하고 있습니다. 새로운 차트 확장 기능으로 변환해야 합니다. |

## 자매 도시
- 일본 가나가와현 사무카와정(1990년 11월 1일)
- 대한민국 경상북도 안동시(1974년 2월 4일)
- 튀르키예 기레순주 기레순(1988년 6월 25일)